# Mahàmmad aix-Xaykh
Abu-Abd-Al·lah Mahàmmad al-Mahdí al-Imam, anomenat també Mahàmmad aix-Xaykh i de malnom Amghar, que en amazic vol dir ‘el Vell' (Tagmaddart, a la regió del Draa, vers 1490/1491 - 1557), fou sultà de la dinastia sadita (Mahàmmad I).
Era el segon fill de Muhàmmad al-Qàïm. Ja de jove, a l'escola alcorànica, un gall es va posar al seu cap i al del seu germà Àhmad al-Àraj, i va cantar, el que fou considerat com l'anunci d'un destí gloriós. Els dos germans van rebre una educació religiosa i literària acurada i van fer el pelegrinatge a la Meca vers el 1506. Vers el 1510 el pare va encarregar a Ahmad al-Araj de governar el Sus en nom seu i a Mahammad (I) el va conservar al seu costat com lloctinent i va fer la guerra santa contra els cristians especialment contra els portuguesos de Santa Cruz a la desembocadura del Sous, que esdevindria Agadir. En aquest temps Muhammad Abu Abd Allah al-Kaim es beneficiava del suport dels wattàsides de Marràqueix que l'abastien d'armament. El 1513 Lleó l'Africà va trobar a Mahàmmad com a governador de la plana i el costat meridional de l'alt Atles, i de fet era independent del seu pare, al qual finalment va succeir quan aquest va morir el 1517, mentre Ahmad al-Araj va rebre el govern dels territoris al nord de l'Atles.
Es va establir a Tarudant que va fortificar i va rebatejar Mahammadiyya, i hi va construir la ciutadella, la gran mesquita, la madrassa i algunes sucreries. No acceptava l'ocupació portuguesa de Santa Cruz però li calia el comerç amb els cristians per causes econòmiques (els portuguesos tenien el monopoli de l'exportació de sucre) i per abastir-se d'armament. Així va fer treves amb els portuguesos de Safi i d'Azemmour (1524) renovades els dos anys següents, i finalment després d'un atac frustrat a Santa Cruz, es va establir una pau de facto.
Es va casar amb la filla del marabut de Tidsi, molt influent i amb el qual estava en bones relacions (la família havia residit en aquesta ciutat). Va atreure al Sus comerciants cristians per activar el comerç del cuiro, de la cera i del sucre produïts a la regió. L'octubre de 1524 el seu germà Ahmad al-Araj va conquerir Marràqueix als wattàsides, però els dos germans seguien nominalment subjectes als sobirans wattàsides de Fes. A Marràqueix Mahammad I va aconseguir prou artilleria per fer un atac contra el port portuguès de Funti (a la platja de la moderna Agadir) que va assaltar i conquerir l'11 de març de 1541; els captius foren portats a Tarudant i les armes i municions trobades al port li van permetre sotmetre els amazics insubmisos de la regió, sempre turbulents. Fins aleshores els germans Ahmad i Mahammad havien anat a raca, però el repartiment del botí va provocar un conflicte entre els dos, i uns mesos després de la conquesta de Funti, Ahmad va atacar a Mahammad al que va derrotar; el vençut es va esforçar en la venjança i el 1544 va aconseguir apoderar-se de Marràqueix. Ahmad fou fet presoner i enviat a Tafilalt amb la seva família, i va morir el 1557, on es va mantenir com un sobirà nominal sense cap poder, del qual Mahammad era un teòric vassall, però que en la pràctica va quedar com a únic sobirà del territori.
Llavors va optar per unificar el Marroc eliminant la decadent dinastia wattàsida a Fes; el primer xoc es va lliurar al Umm ar-Rabí i li fou favorable, però es va acordar una treva, que no va trigar a trencar-se i Mahammad va comminar al sultà rival a sotmetre's, cosa que fou refusada. Mahammad va atacar Fes (1545) i Abu-l-Abbàs Àhmad ibn Muhàmmad fou fet presoner durant dos anys i mentre el seu fill Muhàmmad al-Qasrí va exercir el govern i va lluitar contra els sadites que van ocupar diverses ciutats de la costa atlàntica. Finalment Ahmad fou alliberat (1547). El 1548 Mahummad va ocupar Meknès, possessió dels marínides. Tot seguit Mahammad va assetjar Fes (1548) i després de mesos de lluita la va ocupar (31 de gener de 1549) posant de fet final a la dinastia wattàsida.
El juny de 1550 va enviar els seus fills Mulay Mahummad al-Harran (governador del Sus) i Mulay Abd-al-Kàbir, a conquerir Tlemcen, però aquesta acció no va prosperar al posar-se al-Harran malalt, morint al cap d'uns mesos durant el setge de la ciutat, que fou conquerida el 9 de juny de 1550, però després, pressionats pels turcs, l'exèrcit va tornar cap a Fes. Al-Harran En aquestos moments Abu-l-Hàssan Abu Hassun Alí ibn Muhàmmad, oncle del wattàsida Ahmad, que intentava restaurar la dinastia, va arribar a demanar l'ajut de l'emperador Carles V del Sacre Imperi Romanogermànic (3 de setembre de 1550), però no el va obtenir i va haver de refugiar-se a Alger. El 1552 el sultà otomà Solimà el Magnífic va escriure a Mahammad per ajustar les fronteres entre els dos poders al Marroc oriental, però el missatger fou mal rebut per Mahammad.
Després de diverses alternatives Abu al-Hasan Abu Hasun Ali ibn Muhammad va aconseguir el suport de l'odjak dels geníssers d'Alger, i va tornar al Marroc amb una força algeriana manada pel Salah Reis, beglerbegi d'Alger (1552-1556), derrotant a Mahammad a la riba del Ibnnawen, afluent del Sebou (gener de 1554) i va entrar a Fes (abandonada corrent per Mahammad que hi va deixar tots els seus béns) que fou saquejada pels turcs (9 de gener de 1554). Abu Hasun Ali els va haver de pagar les sumes promeses i allunyar-los de la ciutat, i es va quedar sense aquest suport bàsic per la seva empresa. Mahammad va contraatacar; la batalla de Tadia resultà en victòria per Mahammad, i Abu Hasun Ali es va tancar darrere els murs. El 22 setembre Mahhamd va recuperar la ciutat i va fer presoner a Abu Hasun Ali que fou executat (octubre de 1554); el cap de l'executat fou enviat a Marràqueix. Mahammad va restar a Fes fins a l'inici del mes d'agost de 1555 i després va deixar com a governador al seu fill i hereu Abd-Al·lah al-Ghàlib i va nomenar governador de Meknès a un altre fill, Abd al-Mumin, retornant al Sus.
S'alià amb la corona de Castella per a fer front a l'expansió otomana des d'Algèria i durant el fracassat setge otomà de la ciutat espanyola d'Orà l'estiu de 1556, ash-Sheikh, aliat amb els espanyols, va aconseguir capturar Tlemcen als otomans.
Aspirant a la mina de sal de Taghaza a mig camí entre el colze del Níger i el colze del Draa, va comminar al sobirà de Gao (que dominava la mina) a entregar-la però aquest va enviar dos mil tuaregs en incursió contra el Marroc per mostrar la seva determinació de conservar-la. El 1557 va enviar una expedició a Taghaza que va matar el governador i va saquejar una caravana de sal i el mateix sultà va fer una expedició cap al Sudan (occidental), però es va veure obligat a girar cua.
El sultà otomà no li perdonava l'aliança amb els espanyols i va enviar una dotzena de sicaris a matar-lo; els esbirros es van barrejar amb el seguici del sultà, on quasi tots eren turcs i el 23 d'octubre de 1557 el van matar i es van emportar el cap que fou enviat a Constantinoble. El cos fou enterrat a Marràqueix a les tombes sadites, a la sala Lalla Masuda.